# Domenico Sanguigni
Domenico Sanguigni (* 27. Juni 1809 in Terracina; † 20. November 1882 in Rom) war ein italienischer Kardinal.

## Leben
Sanguigni wurde zum Doctor iuris utriusque (Doktor beider Rechte) promoviert. Er wurde zunächst Auditor der päpstlichen Nuntiatur im Königreich beider Sizilien, später Apostolischer Nuntius in Portugal und danach Internuntius in Brasilien. Am 15. Juni 1874 wurde er zum Titularerzbischof von Tarsus ernannt. Die Bischofsweihe spendete ihm Kardinal Alessandro Franchi am 23. August 1874 in der Kirche Sant’Andrea al Quirinale in Rom; Mitkonsekratoren waren Kurienerzbischof Pietro Giannelli und Bischof Alessandro Sanminiatelli Zabarella, Almosenier Seiner Heiligkeit. Im Konsistorium vom 19. September 1879 nahm ihn Papst Leo XIII. als Kardinalpriester in das Kardinalskollegium auf und verlieh ihm am 27. Februar 1880 die Titelkirche Santa Pudenziana.
Er starb am Morgen des 20. November 1882 in Rom und wurde auf dem römischen Friedhof Campo Verano beigesetzt.